# Ü̱̃
Ü̱̃ (minuscule : ü̱̃), appelé U tréma tilde macron souscrit, est une lettre latine utilisée dans l’écriture du ticuna. Il s’agit de la lettre U diacritée d’un tréma, d’un tilde et d’un macron souscrit.

## Utilisation
En ticuna, le U tréma tilde macron souscrit ‹ ü̱̃ › est utilisé pour représenter voyelle fermée centrale non arrondie nasalisée laryngalisée [ɨ̰̃].

## Usage informatique
Le U tréma tilde macron souscrit peut être représenté avec les caractères Unicode suivants : 
- précomposé et normalisé NFC (supplément latin-1, diacritiques) :

| formes    | représentations | chaînes de caractères | points de code | descriptions                                                                  |
| --------- | --------------- | --------------------- | -------------- | ----------------------------------------------------------------------------- |
| capitale  | Ü̱̃               | Ü◌̱◌̃                   | U+00DC U+0331  | lettre majuscule latine u tréma diacritique macron souscrit diacritique tréma |
| minuscule | ü̱̃               | ü◌̱◌̃                   | U+00FC U+0331  | lettre minuscule latine u tréma diacritique macron souscrit diacritique tréma |

- décomposé et normalisé NFD (latin de base, diacritiques) :

| formes    | représentations | chaînes de caractères | points de code       | descriptions                                                            |
| --------- | --------------- | --------------------- | -------------------- | ----------------------------------------------------------------------- |
| capitale  | Ü̱̃               | U◌̱◌̈◌̃                  | U+0055 U+0331 U+0308 | lettre majuscule latine u diacritique macron souscrit diacritique tréma |
| minuscule | ü̱̃               | u◌̱◌̈◌̃                  | U+0075 U+0331 U+0308 | lettre minuscule latine u diacritique macron souscrit diacritique tréma |